# 中華人民共和國—巴拉圭關係
中華人民共和國—巴拉圭關係（西班牙語：Relaciones entre la República Popular China y la República del Paraguay），是指中華人民共和國與巴拉圭共和國之間的雙邊關係。巴拉圭從未與中華人民共和國建交。自1957年起與中華民國建交。对巴拉圭的相关事务由中华人民共和国驻巴西圣保罗总领事馆兼辖。巴拉圭目前由驻韓國大使馆兼辖对中国大陆相关事务，而对香港和澳门的相关事务则由巴拉圭驻日本大使馆兼辖。

## 歷史
冷战时期的巴拉圭政府奉行反共主义，與中華人民共和國以及其他社会主义国家甚少有贸易往来。1957年，巴拉圭共和國與中華民國建交；1989年，中华人民共和国曾经派出外交官就建交一事与巴拉圭总统安德烈斯·羅德里格斯商谈，但没有成功。現在的巴拉圭仍與中華民國維持外交關係，與中華人民共和國沒有邦交。目前巴拉圭是唯一與中華民國有外交关系的南美洲国家。
1997年9月，中华人民共和国副总理兼外长钱其琛出席联大期间应约会见巴拉圭外长鲁文·梅尔加雷霍·兰索尼，双方商定由两国常驻联合国代表团商谈互设商务代表处之事。但最终没有成功。
2015年1月9日，巴拉圭外长洛伊萨加率团赴北京参加中国—拉共体论坛首届部长级会议。巴拉圭代表团分别于2018年和2021年参加中国—拉共体论坛第二届和第三届部长级会议。
2024年時，中華人民共和國拉美司公使銜參贊徐偉在巴拉圭國會試圖遊說該國國會議員，讓巴拉圭與中華民國斷交、與中華人民共和國建交。巴拉圭外交部宣布徐偉因干預內政而被視為不受歡迎人物，撤銷其簽證並驅逐出境。

## 經貿關係
据中华人民共和国海关总署统计，2019年中华人民共和国同巴拉圭贸易总额为14.47亿美元，其中中方出口额14.31亿美元，进口额0.16亿美元，同比分别下降15.4%、14.4%和59.3%。
2018年10月18日，中华人民共和国外交部副部长秦刚与南方共同市场（南共市）轮值主席国乌拉圭副外长贝尔加米诺、巴西副外长科斯塔、巴拉圭副外长德尔加迪略、阿根廷外交副国秘阿拉纳在乌拉圭首都蒙得维的亚举行中国─南共市第六次对话。

## 其他
1995-1997年，巴拉圭曾在英属香港设立领事馆，但是在香港回归前夕关闭。
2020年4月17日，巴拉圭國會參議院正式表決與中华人民共和国建交的動議，此動議由左派的政黨聯盟「大陣線」（Frente Guasú）提出，認為轉投中華人民共和國懷抱，才能促進雙方合作，以巴拉圭農產品交換中華人民共和國的防疫物資。參議院全院45席，有41人投票，最後以16票贊成、25票反對的结果，决议未获通过。
2023年巴拉圭大选前，真正激进自由党竞选人埃弗拉因·阿莱格雷表示如果4月竞选成功，将与中华人民共和国建立外交关系。不過在4月底的大選中，埃弗拉因·阿莱格雷並未成功勝選。